# Dorfstraße 5, 6, 8, 9 (Lössewitz)
Der Straßenzug mit den Hausnummern Dorfstraße 5, 6, 8, 9 im Calvörder Ortsteil Lössewitz steht unter Denkmalschutz.

## Lage

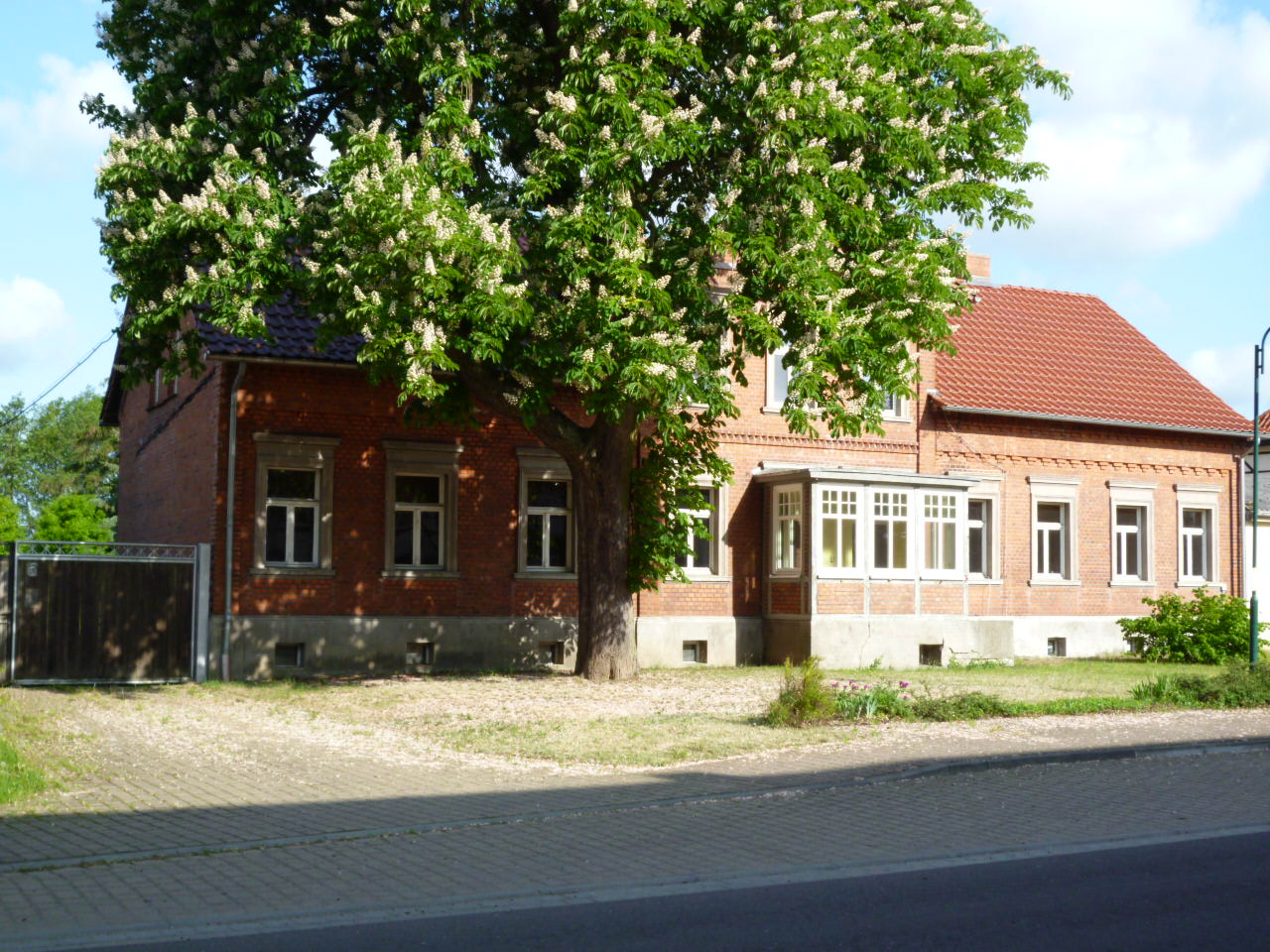
Dorfstraße 5

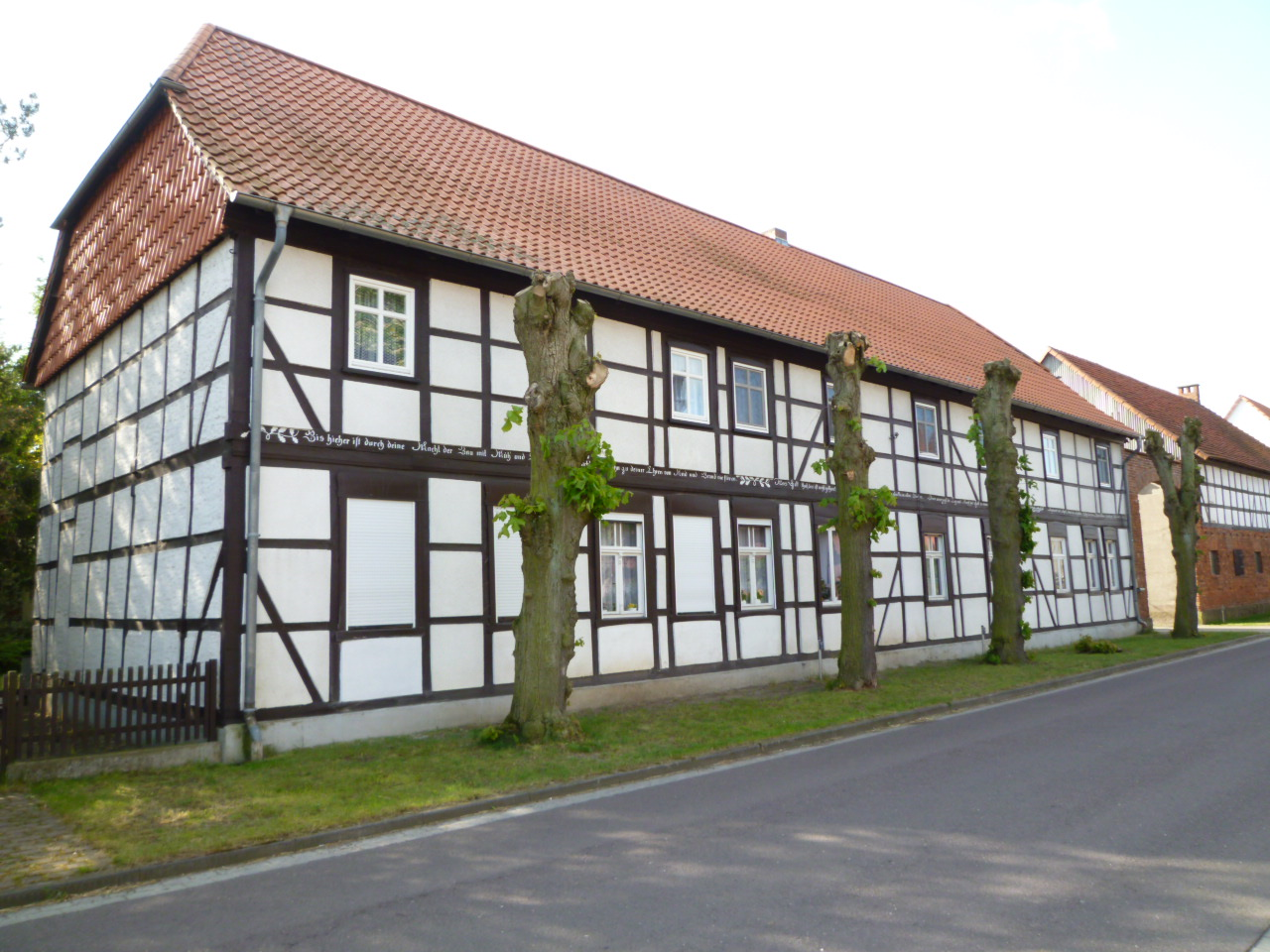
Dorfstraße 8

Die denkmalgeschützten Häuser befinden sich im Ortskern des Rundlingsdorfes Lössewitz. Das Haus mit der Hausnummer 5 befindet sich an der Bushaltestelle im Dorf, die anderen Häuser mit den Hausnummern 6, 8 und 9 befinden sich auf der gegenüberliegenden Straßenseite.

## Architektur und Geschichte
Eine hohe städtebauliche Qualität erfährt der Ort durch seine beidseitige Bepflasterung, die wiederum mit Alleebäumen versehen ist. Die einzelnen Häuser sind im Stil des Barock errichtet wurden, stammen aber aus dem 19. Jahrhundert. So wurden die beiden zweigeschossigen Ziegelbauten mit der Hausnummer 8 und 9 nach einem Brand von 1841 neu in barockem Stil errichtet. Die architektonische Vielfalt an Fachwerk-, Fachwerk-Ziegel- sowie reinem Ziegelbau mit interessanten Details ist in Lössewitz bemerkenswert.